# Intervalle d'espace-temps
Le carré de l’intervalle d'espace-temps entre deux événements dans l'espace-temps de la relativité restreinte ou générale est l'équivalent du carré de la distance géométrique entre deux points dans l'espace euclidien. Cette quantité est invariante par changement de référentiel de l'observateur.
Quand le carré de l'intervalle d'espace-temps entre deux événements est positif ou nul (le terme carré n'est ici employé que de manière formelle), alors les deux événements peuvent être connectés par un lien de cause à effet, et l'intervalle d'espace-temps (défini en prenant la racine carrée) permet de définir le temps propre entre ces deux événements.
Quand le carré de l'intervalle d'espace-temps entre deux événements est strictement négatif, alors aucun des deux ne peut être la cause de l'autre, et l'intervalle d'espace temps n'est pas défini (ou au mieux comme étant un nombre imaginaire), mais en prenant la racine carrée de l'opposé du carré on obtient la distance propre entre ces événements.
Le carré de l'intervalle d'espace-temps sert de définition de la pseudo-métrique de l'espace de Minkowski en relativité restreinte, ainsi que de la pseudo-métrique infinitésimale dans l'espace courbe de la relativité générale.

## Expression en relativité restreinte
Dans l'espace euclidien en trois dimensions, le carré de la distance {\displaystyle \Delta l} entre deux points {\displaystyle A} et {\displaystyle B} de coordonnées {\displaystyle \left(x_{A},\,y_{A},\,z_{A}\right)} et {\displaystyle \left(x_{B},\,y_{B},\,z_{B}\right)} par rapport à un repère cartésien orthonormé s'exprime sous la forme :
{\displaystyle \,(\Delta l)^{2}=(x_{\text{B}}-x_{\text{A}})^{2}+(y_{\text{B}}-y_{\text{A}})^{2}+(z_{\text{B}}-z_{\text{A}})^{2}\,,}
ce que l'on écrit couramment de façon plus condensée
{\displaystyle \Delta l^{2}=\Delta x^{2}+\Delta y^{2}+\Delta z^{2}\,.}
Il est évident qu'en physique classique, cette grandeur est invariante par changement de référentiel. Mais ce n'est plus le cas en physique relativiste.
Dans la géométrie de l'espace-temps de la relativité restreinte, on écrit le « carré de l'intervalle d'espace-temps », noté {\displaystyle \Delta s^{2}}, entre deux événements {\displaystyle A} et {\displaystyle B} de coordonnées {\displaystyle \left(t_{A},\,x_{A},\,y_{A},\,z_{A}\right)} et {\displaystyle \left(t_{B},\,x_{B},\,y_{B},\,z_{B}\right)} dans un espace-temps à quatre dimensions (une de temps, soit t, et trois d'espace) sous la forme
{\displaystyle (\Delta s)^{2}=\,c^{2}(t_{\text{B}}-t_{\text{A}})^{2}-(x_{\text{B}}-x_{\text{A}})^{2}-(y_{\text{B}}-y_{\text{A}})^{2}-(z_{\text{B}}-z_{\text{A}})^{2}}
ou
{\displaystyle \Delta s^{2}\,=\,c^{2}\Delta t^{2}-\Delta l^{2}\,}
expression dans laquelle le facteur {\displaystyle c^{2}} (vitesse de la lumière au carré) s'impose par le biais des transformations de Lorentz ou des principes de la relativité restreinte, suivant la méthode utilisée pour justifier son invariance par changement de référentiel inertiel.
La pseudo-métrique, notée {\displaystyle \ \Delta s}, est définie par {\displaystyle \ \Delta s^{2}=-c^{2}(\Delta t)^{2}+(\Delta x)^{2}+(\Delta y)^{2}+(\Delta z)^{2}} ou {\displaystyle \ \Delta s^{2}=c^{2}(\Delta t)^{2}-(\Delta x)^{2}-(\Delta y)^{2}-(\Delta z)^{2}} suivant la convention de signes {\displaystyle (-;+;+;+)} ou {\displaystyle \ (+;-;-;-)} choisie.

## Invariance
L'invariance, par changement de référentiel inertiel, du carré de l'intervalle d'espace-temps est une propriété centrale de la relativité restreinte. Selon la présentation choisie, cette invariance peut être posée comme axiome fondateur de la théorie, ou déduite directement des axiomes originaux de la relativité, à savoir le principe de relativité et l'invariance de la vitesse de la lumière par changement de référentiel inertiel, ou encore déduite des transformations de Lorentz qui transforment les coordonnées lors d'un changement de référentiel inertiel (ces transformations pouvant être déduites des deux principes originaux de la relativité restreinte). Depuis Hermann Minkowski, certaines présentations de la théorie choisissent une des deux premières options, en adoptant un point de vue purement géométrique en dimension quatre (trois d'espace et une de temps). La troisième option correspond mieux au développement historique de la théorie.

## Relation entre événements
Le carré de l'intervalle spatio-temporel entre deux événements peut être de trois genres différents :
- genre temps,
- genre espace,
- genre lumière.

Le genre d'un carré d'intervalle d'espace-temps dépend de son signe, et comme il est invariant par changement de référentiel inertiel, le genre d'un intervalle d'espace-temps sera le même pour tout observateur. Ainsi, on pourra remarquer que si deux événements sont séparés par un carré d'intervalle d'espace-temps de genre temps ou lumière, ils peuvent être liés par un lien causal direct, par contre s'ils sont séparés par un de genre espace, ils ne le peuvent pas, et ceci quel que soit l'observateur et son référentiel inertiel.

### Genre temps
Si l'intervalle temporel cΔt l'emporte sur la distance spatiale Δl l'intervalle est dit du genre temps et l'intervalle d'espace-temps est positif :
{\displaystyle \,\Delta s^{2}=c^{2}\Delta t^{2}-\Delta l^{2}>0}
Ce cas correspond à la situation où {\displaystyle |\Delta l/\Delta t|<c} , ce qui signifie que dans le référentiel où les mesures ont été faites, un mobile allant à la vitesse constante {\displaystyle |\Delta l/\Delta t|} dans la bonne direction peut être à l'endroit exact et au même instant que le premier évènement, puis, après son déplacement, à ceux du deuxième. Par conséquent dans le repère (inertiel) de ce mobile les deux événements se situent au même endroit, mais pas au même moment. Dans ce référentiel particulier, et d'après l'invariance du carré de l'intervalle d'espace-temps, l'écart de temps {\displaystyle \Delta \tau } séparant les deux événements est appelé le temps propre les séparant, et est donné par la formule :
{\displaystyle \Delta s^{2}\,=\,c^{2}\Delta t^{2}-\Delta l^{2}~=~c^{2}\Delta \tau ^{2}-\,0\,,}
laquelle montre que le temps propre {\displaystyle \Delta \tau } est donné par {\displaystyle \Delta \tau ={\sqrt {\Delta s^{2}}}/c}.
Dans ce cas d'un intervalle de genre temps, les deux événements peuvent être liés par un lien causal : par le biais d'une particule allant assez vite d'un événement vers l'autre, ou d'une influence véhiculée par de la lumière allant de l'un vers l'autre et dont l'effet déclencherait par la suite le deuxième événement.
Dans la plupart des cas, sur Terre, les situations rencontrées sont de genre temps, puisque les dimensions de notre planète sont réduites (de l'ordre de 10.000km) et que par ailleurs les événements considérés par l'Homme impliquent généralement des durées de l'ordre de la seconde au moins. Cela n'implique pas que tous les évènements ont un lien causal entre eux, mais qu'ils sont physiquement susceptibles d'en avoir.

### Genre espace
Si l'intervalle spatial Δl l'emporte sur l'intervalle temporel cΔt, l'intervalle est dit du genre espace et le carré de l'intervalle d'espace-temps est négatif :
{\displaystyle \,\Delta s^{2}~=~c^{2}\Delta t^{2}-\Delta l^{2}<0\,.}
Ce cas correspond à la situation où {\displaystyle |\Delta l/\Delta t|>c} , ce qui signifie que dans le référentiel où les mesures ont été faites, aucun mobile allant à une vitesse inférieure à celle de la lumière ni aucun signal lumineux ne peut être à l'endroit exact et au même instant que le premier évènement, puis, après son déplacement ou sa propagation, à ceux du deuxième. Il ne peut donc pas y avoir de lien causal entre les deux évènements. On peut montrer qu'alors il existe un référentiel inertiel dans lequel les événements sont simultanés : dans ce référentiel, l'écart de temps entre les deux événements est nul, d'où
{\displaystyle \Delta s^{2}\,=\,c^{2}\Delta t^{2}-\Delta l^{2}~=~\,0-\Delta l^{2}\,}
Ainsi, dans ce référentiel inertiel particulier, l'écart de temps est nul entre les évènements et leur distance spatiale, appelée distance propre, est {\displaystyle \Delta l={\sqrt {-\Delta s^{2}}}.}
Cette situation correspond à l'expérience de pensée du paradoxe du train.

### Genre lumière
Si le carré de l'intervalle spatio-temporel est nul, cela veut dire que la lumière parcourt exactement la distance géométrique entre les deux événements pendant le laps de temps séparant ces deux événements.
{\displaystyle \,\Delta s^{2}~=~c^{2}\Delta t^{2}-\Delta l^{2}=0\,.}
Ce cas correspond à la situation où {\displaystyle |\Delta l/\Delta t|=c} , ce qui signifie que dans le référentiel où les mesures ont été faites, seuls les particules de masse nulle, donc allant à la vitesse de la lumière, peuvent joindre les deux évènements. La vitesse de la lumière étant la même dans tous les référentiels inertiels, il en est de même quand ces événements sont vus depuis tout autre référentiel inertiel. Cela laisse encore la possibilité d'un lien causal entre les deux événements, un lien se faisant à la vitesse de la lumière.
Exemple : si l'événement A consiste en l'envoi d'un signal laser depuis la Terre vers la Lune et l'événement B consiste en la réception de ce signal sur la Lune, l'intervalle spatio-temporel entre A et B sera nul puisque la distance Δl entre Terre et Lune sera justement égale à la distance cΔt parcourue par la lumière pendant le temps Δt. Dans ce dernier cas on peut dire que l'intervalle est du genre lumière.

## Ordre temporel et genre

Diagramme de Minkowski représentant l'inversion temporelle apparente des évènements A et B pour l'observateur O et O'. Pour O, B a lieu avant A, tandis que pour O', en mouvement rapide par rapport à O, c'est A qui se produit avant B.

Par principe, les changements de référentiels physiquement réalistes respectent l'orientation de l'axe du temps : on suppose donc que vues d'un référentiel ou d'un autre les aiguilles d'une montre ne changent pas leur sens de rotation, que si une pomme chute de sa branche vu de l'un, alors elle n'y remonte pas vu depuis un autre. S'ils sont séparés par un intervalle de genre temps, tous les observateurs constatent le même ordre temporel entre deux événements (mais avec des écarts temporels différents).
Par contre, dans certains cas l'ordre temporel observé entre deux évènements peut changer d'un référentiel à l'autre : si les deux évènements sont séparés par un intervalle de genre espace, leur ordre temporel observé peut changer d'un référentiel à l'autre, et il y a aussi des référentiels pour lesquels les deux évènements sont simultanés.

## Le cône de lumière

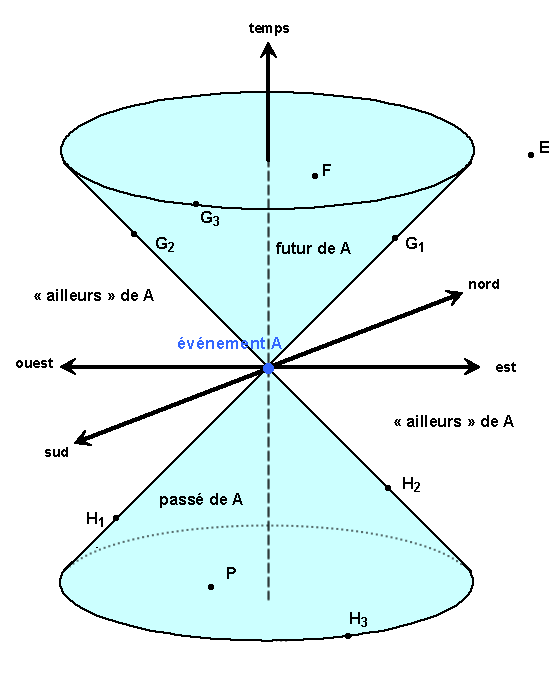
Le cône de lumière de l'événement A définit une partition de l'espace-temps permettant en particulier de distinguer le passé du futur de façon absolue.

Si on se fixe un événement O particulier comme objet d'étude, on peut partager l'espace-temps en régions regroupant les événements qui sont séparés de O par un intervalle d'espace-temps de genre temps, ceux qui sont séparés de O par un genre lumière et ceux qui sont séparés de O par un genre espace. Cette partition de l'espace-temps à quatre dimensions se fait sous la forme d'un cône à trois dimensions : l'intérieur correspond au premier cas, le bord au deuxième et l'extérieur au troisième. Ces régions correspondent aux différentes possibilités de lien causal avec l'événement O.
Bien entendu, chaque événement possède son propre cône de lumière.
La difficulté de représentation tient en ce que quatre coordonnées, une de temps et trois d'espace, sont nécessaires pour caractériser un événement et qu'il est impossible de figurer un point à quatre coordonnées dans notre espace à trois dimensions. Pour le graphique, on réduit donc le nombre de dimensions spatiales à 2.

## Métrique
L'espace-temps de la relativité restreinte est doté par le carré de l'intervalle d'espace-temps d'une sorte de distance qui est invariante par changement de référentiel. Vu de cette manière, l'intervalle d'espace-temps peut être considéré comme une métrique de l'espace, à partir de laquelle se démontrent nombre de propriétés mathématiques de l'espace et de la théorie relativiste.
Lorsque les deux événements A et B entre lesquels on calcule le carré de l'intervalle d'espace-temps sont très voisins, leurs coordonnées ne différent donc que par les quantités infinitésimales {\displaystyle \scriptstyle (dx^{\mu })\,=\,(c\,dt,dx,dy,dz)}. Cette considération est superflue en relativité restreinte dont l'espace est affine, mais est indispensable en relativité générale dont l'espace est une variété courbe où les {\displaystyle \scriptstyle (\Delta x^{\mu })\,} ne peuvent être définis avec rigueur, mais où les éléments infinitésimaux {\displaystyle (dx^{\mu })} sont définissables et appartiennent à l'espace tangent.
En relativité restreinte, le carré de l'intervalle infinitésimal d'espace-temps s'écrit alors : {\displaystyle \,ds^{2}=c^{2}dt^{2}-dx^{2}-dy^{2}-dz^{2}}.
La métrique de la relativité générale est définissable à partir de celle de la relativité restreinte, en tenant compte du principe d'équivalence et du principe de relativité généralisé à tous les référentiels, et c'est un élément de base (d'un point de vue mathématique) pour la construction de cette théorie. Elle permet la définition de l'élément infinitésimal du carré de l'intervalle d'espace-temps dans cette théorie.
En relativité générale, la formule du carré de l'intervalle infinitésimal d'espace-temps est {\displaystyle ds^{2}=\sum _{\mu =0}^{3}\sum _{\nu =0}^{3}g_{\mu \nu }\ {\rm {d}}x^{\mu }\ {\rm {d}}x^{\nu }}, où les coefficients de la métrique, {\displaystyle g_{\mu \nu }}, varient d'un point à l'autre de l'espace-temps, en fonction de la courbure de l'espace.
On écrit aussi, avec la convention d'Einstein pour les sommations : {\displaystyle ds^{2}=g_{\mu \nu }\ {\rm {d}}x^{\mu }\ {\rm {d}}x^{\nu }}.
Mais cette définition à partir d'éléments infinitésimaux et la courbure de l'espace-temps rendent délicate la justification de propriétés similaires à celles exposées dans les paragraphes ci-dessus, mis à part localement. Toutefois, à partir d'un événement O, on peut toujours faire la partition de l'espace-temps dans son ensemble en événements liés à O par une géodésique de genre temps, lumière ou espace (le genre correspondant au signe constant de {\displaystyle ds^{2}} le long de la géodésique).[réf. nécessaire]

## Cas de l'invariance comme hypothèse
Si l'invariance du carré de l'intervalle d'espace-temps, par changement de référentiel, est posée comme hypothèse initiale dans la théorie de la relativité, les déductions qui en sont faites sont alors mathématiquement cohérentes avec la théorie, mais certaines doivent être écartées pour des raisons physiques.

### En relativité restreinte
Identifier l'espace physique à un espace mathématique à quatre dimensions doté d'une semblable distance (on dit aussi pseudo-norme) amène à identifier les repères de l'espace affine à quatre dimensions et les référentiels inertiels de la physique, et en cherchant tous les changements de repère ayant la propriété de laisser invariant l'intervalle d'espace-temps, on en trouve qui, tout en étant cohérents avec les mathématiques de la théorie relativiste, ne peuvent être retenus comme des changements de référentiel physiquement réalistes car ils ne respectent pas la convention d'orientation des repères tridimensionnels (l'orientation unanimement admise étant celle de la main droite) ou celle de l'orientation de l'axe du temps (vers le futur).
Les transformations qui préservent les orientations de l'espace et du temps sont les transformations de Lorentz établies dès l'origine par Lorentz, et sont appelées, dans le cadre de cette problématique, transformations de Lorentz propres et orthochrones.
Les autres transformations ne sont pas utilisées en physique relativiste mais le sont en physique quantique relativiste pour exploiter les symétries mathématiques des équations. Par exemple, la symétrie T et la parité sont interprétées comme de simples changements de convention des orientations des axes de coordonnées spatiales et temporelle. Ainsi, la symétrie P change-t-elle la convention du choix des référentiels par la main droite en convention du choix par la main gauche.

### En relativité générale
En relativité générale, l'espace-temps étant essentiellement structuré par l'algèbre, il faut prendre garde à écarter les hypothèses ou résultats mathématiquement corrects mais physiquement irréalistes. Cela est vrai en particulier pour le carré de l'intervalle d'espace-temps {\displaystyle \textstyle ds^{2}=g_{\mu \nu }\ {\rm {d}}x^{\mu }\ {\rm {d}}x^{\nu }} qui est un élément fondateur de la théorie (du point de vue mathématique) du fait de son invariance par changement de référentiel et de son lien avec la gravitation (qui est une manifestation de la courbure). Déjà, les {\displaystyle g_{\mu \nu }} forment une matrice qui doit avoir un déterminant négatif pour avoir un sens physique.
Ainsi, dans un référentiel réaliste pour un observateur, si la coordonnée {\displaystyle x_{0}} correspond à la mesure du temps et les coordonnées {\displaystyle x_{1};x_{2};x_{3}} correspondent à un référentiel spatial quelconque, les termes {\displaystyle g_{\mu \nu }} doivent vérifier {\displaystyle g_{00}>0}, ainsi que {\displaystyle g_{kk}<0} pour k=1, 2, 3 (bref : la signature doit rester inchangée par rapport à celle de la métrique de Minkowski). 
Toutefois, pour déterminer des propriétés de l'espace-temps, les mathématiques de la relativité générale autorisent l'utilisation de n'importe quel système de référence dans cet espace à quatre dimensions, sans l'obligation de se préoccuper de réalisme et dans ce cas les coefficients {\displaystyle g_{\mu \nu }} ne sont pas soumis à ces contraintes.